# 进步党 (美国1924年)
进步党是美国威斯康辛州参议员罗伯特·拉福莱特为参加1924年总统选举而专门成立的政党。该政党持进步主义立场，如主张政府掌管铁路和电力设施，向农民提供低息信贷、取缔童工、加强法律对工会的保护、更多地保护公民自由、结束针对拉丁美洲的美帝国主义，同时要求政府在宣战前需要进行公投。